# Sumire Morohoshi
Vous pouvez aider à l'améliorer ou bien discuter des problèmes sur sa page de discussion.
- Il n’est pas rédigé dans un style encyclopédique. (Marqué depuis octobre 2019)
- La traduction doit être revue. Le contenu est difficilement compréhensible à cause d’erreurs de traduction, peut-être dues à l’utilisation d’un logiciel de traduction automatique. (Marqué depuis novembre 2019)

Sumire Morohoshi (諸星 すみれ, Morohoshi Sumire, née le 23 avril 1999) est une actrice, comédienne de doublage et chanteuse japonaise originaire de la préfecture de Kanagawa.
Elle est membre de la troupe de théatre Himawari. Elle commence en automne 2019 une carrière de chanteuse solo sous le label FlyingDog.

## Biographie
Elle est née dans la préfecture de Kanagawa en 1999, avec une paralysie de la partie droite du corps, et a été nourrie à l'aide d'un compte-gouttes durant les premiers mois de sa vie. Pour cette raison, en se disant que sa maladie et les difficultés qu'elle rencontrerait n'en finirait jamais, on lui demanda « d'écrire elle-même son nom » et se nomma Violette en hiragana (すみれ, sumire). Cependant la paralysie a été guérie après quelques mois.
Elle a rejoint la compagnie de théâtre Himawari à l'âge de 3 ans. L'une des raisons pour laquelle elle rejoint le groupe est qu'elle désire fortement jouer le personnage de Yukino dans Le Voyage de Chihiro de Hayao Miyazaki. Elle dit également à ses parents qu'elle souhaite devenir Yubaba.
En 2006, à l'âge de 7 ans, elle interpréte Carrie dans la série télévisée Red Garden. En équipe avec la Star Takehito Koyasu, elle a été abasourdie par la performance de ce dernier : « Elle a été submergée par le changement d'ambiance dans [sa] voix »[pas clair][style à revoir].
En 2009, à l'âge de 9 ans, Morohoshi a doublé Nina Tucker dans Fullmetal Alchemist: Brotherhood. À l'époque, l'ensemble de l'équipe, tant casting que technique, a estimé qu'elle avait en plus du doublage, de réelles compétences d'actrice, contrairement aux autres enfants du casting.
Elle a ainsi été sélectionnée pour jouer le rôle de Betty dans Heroman. En effet, le staff avait déjà repéré ses différentes interprétations et envisageait de travailler avec elle à l'avenir.
Depuis 2009, elle est active dans l'univers du doublage d'animation japonaise, mais également en tant qu'actrice de séries télévisées japonaises et au théâtre. À l'automne 2019, elle prévoit de faire ses débuts en tant que chanteuse au sein du label FlyingDog, pour interpréter l'opening Pure White.
Elle parle couramment l’anglais, étant de niveau 2 au STEP Eiken (en).

## Filmographie

### Séries télévisées d'animation
| Année | Titre                                                  | Rôle                                  | Commentaires |
| ----- | ------------------------------------------------------ | ------------------------------------- | ------------ |
| 2006  | Red Garden                                             | Carrie Sheedy                         |              |
| 2009  | Corpse Princess: Kuro                                  | Toya                                  |              |
| 2009  | Fullmetal Alchemist: Brotherhood                       | Nina Tucker                           |              |
| 2010  | Maid Sama!                                             | Misaki Ayuzawa (jeune)                |              |
| 2010  | Princess Jellyfish                                     | Clara                                 |              |
| 2010  | Heroman                                                | Betty                                 |              |
| 2010  | Rainbow                                                | Hana                                  |              |
| 2011  | Blue Exorcist                                          | Yui Sakamoto                          |              |
| 2011  | No. 6                                                  | Lili                                  |              |
| 2011  | Stitch!                                                | Lilo Pelekai (jeune), Lilo's daughter |              |
| 2012  | Aikatsu!                                               | Ichigo Hoshimiya                      |              |
| 2012  | Oda Nobuna no Yabō                                     | Himiko                                |              |
| 2012  | Beyblade: Shogun Steel                                 | Maru                                  |              |
| 2012  | OniAi                                                  | Arisa Takanomiya                      |              |
| 2012  | Yu-Gi-Oh! Zexal                                        | Pip/Dog                               |              |
| 2013  | Gaist Crusher                                          | Theresa                               |              |
| 2013  | GJ Club                                                | Seira Amatsuka                        |              |
| 2013  | My Teen Romantic Comedy SNAFU                          | Rumi Tsurumi                          |              |
| 2014  | Tokyo Ghoul                                            | Hinami Fueguchi                       | [ 6 ]        |
| 2014  | Inō-Battle wa nichijō-kei no naka de                   | Maiya Takanashi                       |              |
| 2015  | Jewelpet: Magical Change                               | Sumire                                |              |
| 2015  | Fafner in the Azure: -EXODUS-                          | Miwa Hino                             |              |
| 2015  | Haikyū!! 2                                             | Hitoka Yachi                          |              |
| 2015  | Tokyo Ghoul √A                                         | Hinami Fueguchi                       |              |
| 2015  | My Teen Romantic Comedy SNAFU TOO                      | Rumi Tsurumi                          |              |
| 2015  | PriPara                                                | Usacha                                |              |
| 2016  | Bungo Stray Dogs                                       | Kyōka Izumi                           | [ 7 ]        |
| 2016  | Haikyū!! Karasuno High School vs Shiratorizawa Academy | Hitoka Yachi                          |              |
| 2016  | Fairy Tail Zero                                        | Miko                                  |              |
| 2016  | Aikatsu Stars!                                         | Tsubasa Kisaragi                      |              |
| 2016  | Fate/kaleid liner Prisma Illya 3rei!                   | Erika Ainsworth                       | [ 8 ]        |
| 2017  | Hand Shakers                                           | Koyori Akutagawa                      | [ 9 ]        |
| 2017  | Rage of Bahamut: Virgin Soul                           | Nina Drango                           | [ 10 ]       |
| 2017  | Little Witch Academia                                  | Annabel Crème                         | [ 11 ]       |
| 2017  | Gabriel DropOut                                        | Haniel                                |              |
| 2017  | Welcome to the Ballroom                                | Mako Akagi                            | [ 12 ]       |
| 2017  | Restaurant to Another World                            | Shia Gold                             |              |
| 2017  | Inuyashiki                                             | Shion Watanabe                        | [ 13 ]       |
| 2018  | Aikatsu Friends!                                       | Coco                                  |              |
| 2018  | Pop Team Epic                                          | Popuko                                | Ep. 8a       |
| 2018  | The Ancient Magus Bride                                | Stella Barklem                        |              |
| 2018  | Pocket Monsters: Sun & Moon                            | Acerola                               |              |
| 2018  | Mr. Osomatsu                                           | Okiku                                 | Ep. 43       |
| 2019  | Meiji Tokyo Renka                                      | Mei Ayazuki                           | [ 14 ]       |
| 2019  | The Promised Neverland                                 | Emma                                  |              |
| 2019  | Bungo Stray Dogs 3                                     | Kyōka Izumi                           |              |
| 2019  | Ultraman                                               | Rena Sayama                           |              |
| 2019  | Aikatsu on Parade!                                     | Ichigo Hoshimiya                      |              |
| 2020  | BNA: Brand New Animal                                  | Michiru Kagemori                      |              |
| 2020  | Haikyu!! 4                                             | Hitoka Yachi                          |              |
| 2020  | Magia Record: Puella Magi Madoka Magica Side Story     | Nemu Hiiragi                          |              |
| 2020  | Hakushon Daimaō 2020                                   | Hakushon Daimaō                       |              |
| 2021  | The Promised Neverland 2                               | Emma                                  |              |
| 2021  | Aikatsu Puranetto                                      | Bright Sapphire                       |              |
| 2021  | Bungo Stray Dogs Wan!                                  | Kyōka Izumi                           |              |
| 2021  | Hetalia                                                | République tchèque                    |              |
| 2021  | Batoru Asurītesu Daiundōkai                            | Kanata Akehoshi                       |              |
| 2021  | Megaton-kyū Musashi                                    | Jun Kirishima                         |              |
| 2021  | Lupin III Part 6                                       | Lily                                  |              |

### Original Animation Video
| Year | Title                        | Role                 | Other notes |
| ---- | ---------------------------- | -------------------- | ----------- |
| 2012 | Code Geass: Akito the Exiled | Leila Malcal (jeune) |             |

### Films d'animation
| Année | Titre                                                 | Rôle                   | Commentaires     | Référence |
| ----- | ----------------------------------------------------- | ---------------------- | ---------------- | --------- |
| 2009  | Final Fantasy VII: Advent Children                    | Marlene Wallace        | Complete Edition |           |
| 2009  | Professeur Layton et la Diva éternelle                | Nina                   |                  |           |
| 2009  | Summer Wars                                           | Mao Jinnouchi          |                  |           |
| 2010  | Fafner: Dead Agressor: Heaven and Earth               | Miwa Hino              |                  |           |
| 2010  | Hutch the Honeybee                                    | Blanca                 |                  |           |
| 2011  | The Princess and the Pilot                            | Fana del Moral (jeune) |                  |           |
| 2011  | Friends: Mononoke Shima no Naki                       | Kiku                   |                  |           |
| 2013  | Majocco Shimai no Yoyo to Nene                        | Yoyo                   |                  |           |
| 2013  | Pokémon, le film : Genesect et l'Éveil de la légende  | Water Genesect         |                  |           |
| 2014  | Aikatsu! The Movie                                    | Ichigo Hoshimiya       |                  |           |
| 2014  | Les Chevaliers du Zodiaque : La Légende du Sanctuaire | Saori Kido (jeune)     |                  |           |
| 2015  | Le Garçon et la Bête                                  | Chiko                  |                  | [ 15 ]    |
| 2015  | Gekijōban Meiji Tokyo Renka: Yumihari no Serenade     | Mei Ayazuki            |                  | [ 16 ]    |
| 2015  | Psycho-Pass: The Movie                                | Yeo                    |                  |           |
| 2016  | Aikatsu Stars! The Movie                              | Tsubasa Kisaragi       |                  |           |
| 2016  | Kaze no Matasaburō                                    | Kasuke                 |                  |           |
| 2018  | Bungo Stray Dogs: DEAD APPLE                          | Kyōka Izumi            |                  |           |

## Jeux vidéo
| Année | Titre                                 | Rôle            | Plateforme                                                             | Commentaires |
| ----- | ------------------------------------- | --------------- | ---------------------------------------------------------------------- | ------------ |
| 2010  | Kingdom Hearts: Birth by Sleep        | Kairi (jeune)   | PlayStation Portable                                                   |              |
| 2011  | Final Fantasy Type-0                  | Moogle          | PlayStation Portable                                                   |              |
| 2011  | Final Fantasy XIII-2                  | Moogle          | PlayStation 3, Xbox 360, Microsoft Windows, iOS, Android               |              |
| 2013  | Lightning Returns: Final Fantasy XIII | Moogle          | PlayStation 3, Xbox 360, Microsoft Windows, iOS, Android               |              |
| 2014  | Granblue Fantasy                      | Lilele          | iOS, Android                                                           |              |
| 2015  | Tokyo Mirage Sessions ♯FE             | Tiki            | Wii U                                                                  | [ 17 ]       |
| 2017  | Resident Evil 7: Biohazard            | Eveline (jeune) | Microsoft Windows, PlayStation 4, Xbox One                             |              |
| 2017  | Fire Emblem Heroes                    | Tiki (jeune)    | iOS, Android                                                           |              |
| 2017  | Fire Emblem Warriors                  | Tiki            | Nintendo Switch, New Nintendo 3DS                                      |              |
| 2017  | Magia Record                          | Nemu Hiiragi    | iOS, Android                                                           |              |
| 2019  | Girls' Frontline                      | P90, M870       | iOS, Android                                                           | [ 18 ]       |
| 2021  | Resident Evil Village                 | Eveline         | PlayStation 4, PlayStation 5, Xbox One, Xbox Series, Microsoft Windows |              |
| 2023  | Fire Emblem Engage                    | Tiki            | Nintendo Switch                                                        |              |

## Doublage

### Live-action
- 2012, Lilly Curtis (Morgan Lily)
- Bakuage Sentai Boonboomger, Yaiyai Yalcar
- Bakuage Sentai Boonboomger, le filBOON ! : Promise The Circuit, Yaiyai Yalcar
- Brothers, Isabelle Cahill (Bailee Madison)
- Dark Shadows, Victoria Winters (jeune (Alexia Osborne))
- Les deux font la père, Emily Greer (Ella Bleu Travolta)
- L'Étrange Histoire de Benjamin Button, Daisy Fuller (7 ans (Elle Fanning))
- The Fall, Alexandria (Catinca Untaru)
- FBI : Portés disparus, Samantha Spade (jeune (Aspen Payge))
- Harper's Island, Abby Mills (jeune (Ava Hughes))
- Harry Potter et les Reliques de la Mort - Deuxième partie, Petunia Dursley (jeune (Ariella Paradise))
- Histoires enchantées, Bobbi Bronson (Laura Ann Kesling)
- Inception (theatrical version), Phillipa Cobb (age 5 (Taylor Geare))
- Interstellar, Murphy "Murph" Cooper (jeune (Mackenzie Foy))
- Nanny McPhee, Agatha "Aggie" Brown (Hebe Barnes, Zinnia Barnes)
- Percy Jackson : La Mer des monstres, Thalia Grace (jeune (Katelyn Mager))
- Rogue : L'Ultime Affrontement, Ana Chang (Kennedy Lauren Montano)
- The Sound of Music (2011 TV Tokyo edition), Marta von Trapp (Debbie Turner)
- Spider-Man 3, Penny Marko (Perla Haney-Jardine))
- Spy Kids 4 : Tout le temps du monde, Rebecca Wilson (Rowan Blanchard)[19]
- ULTRAMAN, Rena Sayama

### Animation
- Le Drôle de Noël de Scrooge, Belle
- Les Croods, Sandy Crood
- La Reine des neiges, Anna (9 ans)
- Vacances à Hawaï, Bonnie Anderson
- Le Royaume de Ga'hoole, Eglantine
- Leroy et Stitch, Lilo Pelekai
- Monster House, Eliza
- Rex, le roi de la fête, Bonnie Anderson, Cuddles the Alligator
- La Princesse et la Grenouille, Charlotte "Lottie" La Bouff (jeune)
- Kung Fu Panda : Les Secrets des cinq cyclones, Nerdy Bunny
- Mini Buzz, Bonnie Anderson
- Les Rois de la glisse, Kate
- Raiponce, Rapunzel (jeune)
- Toy Story 3, Bonnie Anderson
- Toy Story : Angoisse au motel, Bonnie Anderson
- Les Mondes de Ralph, Vanellope von Schweetz
- Ralph 2.0, Vanellope von Schweetz